# رویال رامبل (۲۰۲۰)
رویال رامبل (به انگلیسی: Royal Rumble) یک رویداد غیر رایگان (Pay-Per-View) در کشتی حرفه‌ای است که توسط کمپانی دبلیودبلیوئی و برای هر دو برند راو و اسمک‌داون تهیه می‌شود که این دوره‌اش هم در ۲۹ ژانویه ۲۰۲۰ و در ورزشگاه مینت مید پارک شهر هیوستون، ایالت تگزاس برگزار خواهد شد. این سی و سومین رویداد تحت نام رویال رامبل خواهد بود.

## زمینه‌سازی
رویال رامبل شامل مسابقاتی بین دشمنی‌های موجود، ماجراهای پیش آمده و استوری‌هایی خواهد بود که پیش از این در برنامه‌های را و اسمَک‌دَون پخش شده بود. کشتی‌گیرها با توجه به مسابقات یا سری اتفاقاتی که برایشان رخ می‌دهد و تنش را به حداکثر می‌رساند، نقش منفی یا قهرمان به خود می‌گیرند و در این رویداد به مسابقه و رقابت می‌پردازند.

## نتایج
| #                                                                                                 | نتایج                                                            | نوع مسابقه                                                                                         | مدت زمان |
| ------------------------------------------------------------------------------------------------- | ---------------------------------------------------------------- | -------------------------------------------------------------------------------------------------- | -------- |
| ۱پ                                                                                                | شیمس پیروز در مقابل شورتی جی                                     | مسابقه تک نفره                                                                                     | ۱۲:۳۵    |
| ۲پ                                                                                                | آندراده (c) (با همراهی زلینا وگا) پیروز در مقابل هومبرتو کارلیتو | مسابقه تک نفره برای قهرمانی ایالات متحده دبلیودبلیوئی                                              | ۱۴:۲۰    |
| ۳                                                                                                 | رومن رینز پیروز در مقابل پادشاه کوربین                           | مسابقه پیروزی در هر مکان                                                                           | ۲۱:۲۰    |
| ۴                                                                                                 | شارلوت فلر پیروز با حذف آخرین نفر شینا بیزلر                     | مسابقه ۳۰ نفره رویال رامبل زنان برای به دست آوردن حق مسابقه بر سر کمربند جهانی زنان در رسلمانیا ۳۶ | ۵۴:۲۰    |
| ۵                                                                                                 | بیلی (c) پیروز در مقابل لیسی ایوانز                              | مسابقه تک نفره برای کمربند زنان اسمک‌داون                                                           | ۹:۲۰     |
| ۶                                                                                                 | "د فیند" بری وایت (c) پیروز در مقابل دنیل برایان                 | مسابقه اِستِرَپ برای قهرمانی یونیورسال دبلیودبلیوئی                                                   | ۱۷:۳۵    |
| ۷                                                                                                 | بکی لینچ (c) پیروز در مقابل آسکا (با همراهی کایری سین) با تسلیم  | مسابقه تک نفره برای کمربند زنان راو                                                                | ۱۶:۲۵    |
| ۸                                                                                                 | درو مکینتایر پیروز با حذف آخرین نفر یعنی رومن رینز               | مسابقه ۳۰ نفره رویال رامبل مردان برای زه دست آوردن حق مسابقه بر سر کمربند جهانی در رسلمانیا ۳۶     | ۱:۰۰:۵۰  |
| - (c) – نشان‌دهنده قهرمان(هایی) است که به میدان می‌روند - پ – نشان‌دهنده این است که مسابقه در پری–شو |                                                                  | |          |

## موضوعات مرتبط
- دبلیودبلیوئی رویال رامبل
- فهرست قهرمانان کنونی دبلیودبلیوئی
- تی‌ال‌سی: میزها، نردبان‌ها و صندلی‌ها (۲۰۱۹)
- الیمینیشن چیمبر (۲۰۲۰)
- رسلمانیا ۳۶
- رومن رینز
- براک لزنر
- درو مکینتایر
- سث رالینز